# Monacilla tenera
Monacilla tenera är en kräftdjursart som beskrevs av Georg Ossian Sars 1907. Monacilla tenera ingår i släktet Monacilla och familjen Spinocalanidae. Inga underarter finns listade i Catalogue of Life.